# Rivière Macaza
Rivière Macaza är ett vattendrag i Kanada.   Det ligger i provinsen Québec, i den sydöstra delen av landet, 130 km nordost om huvudstaden Ottawa.
I omgivningarna runt Rivière Macaza växer i huvudsak blandskog. Runt Rivière Macaza är det mycket glesbefolkat, med 5 invånare per kvadratkilometer.